# Domingo Durán
Domingo Antonio Durán Morales (Collipulli, 13 de junio de 1881-20 de mayo de 1961) fue un ingeniero civil y político chileno, miembro del Partido Radical (PR). Sirvió como diputado de la República durante dos periodos consecutivos entre 1921 y 1924 y, luego desde 1926 hasta 1930. Paralelamente fue ministro de Estado bajo las dos administraciones del presidente Arturo Alessandri Palma. Fue padre del también radical Julio Durán, candidato a la presidencia en la  elección de 1964.

## Biografía

### Primeros años y familia
Nació en Collipulli el 13 de junio de 1881. Hijo de Calixto Durán Valderrama y de María Morales Moreno. Estuvo casado desde el 26 de abril de 1913, con Julia Neumann Aravena, matrimonio del cual nacieron 3 hijos, entre ellos Julio Durán, quien sería diputado, senador y candidato a la presidencia en 1964.

### Estudios
Realizó sus estudios primarios en el Liceo de Temuco y los secundarios en el Instituto Nacional, Santiago. Luego ingresó a la Universidad de Chile, donde se tituló de ingeniero civil el 16 de octubre de 1905.

### Vida laboral y otras actividades
Se desempeñó como ingeniero de la Dirección General de Obras Públicas (DGOP) desde 1905. Luego pasó a ser ingeniero jefe de Líneas Férreas en 1909. Estuvo a cargo de la construcción del ferrocarril de Saboya a Capitán Pastene, e intervino en los estudios de construcción de los ferrocarriles de Curicó a Los Queñes y del trasandino de Loncoche a Villarrica. Fue contratista de la construcción. Director de la Compañía de Petróleos de Chile, director de la Compañía de Seguros La Metropolitana. Miembro de la Facultad de Ciencias Físicas y Matemáticas de la Universidad de Chile, en 1903. Vicepresidente ejecutivo de la Caja de Empleados Particulares (CEP), desde 1942 hasta 1947.
Durán fue socio activo del Instituto de Ingenieros de Chile desde noviembre de 1905 y miembro permanente desde julio de 1908. Participó en el Club Radical, Club de la República, y Liga Protectora de Estudiantes.

## Trayectoria política
Militó en el Partido Radical (PR). Fue presidente del Centro de Propaganda Radical de Temuco. Presidente del Club y de la Asamblea Radical en la misma comuna.
En la administración pública se desempeñó como intendente de la provincia de Talca, además, fue ministro de Justicia e Instrucción Pública desde el 3 de enero de 1924 hasta 1 de febrero del mismo año, designado durante la primera administración del presidente Arturo Alessandri Palma.
En las elecciones parlamentarias de 1921, fue elegido diputado por la 21ª Circunscripción Departamental, correspondiente a; Temuco, Imperial y Llaima, por el periodo legislativo 1921-1924. Fue además, elegido presidente de la Cámara de Diputados, actuando desde el 7 hasta el 15 de mayo de 1924.
Resultó reelecto diputado, pero por la 6ª Circunscripción Departamental de Valparaíso, Quillota, Limache, y Casablanca, sirviendo en el período de 1926-1930. Durante su gestión integró las comisiones de Obras Públicas, de la cual fue su presidente en los dos periodos (1921 a 1924 y 1926 a 1930); Gobierno Interior (1926 a 1930); y Policía Interior (1926 a 1930).
Más tarde, en el segundo gobierno de Alessandri, fue nombrado nuevamente ministro de Educación Pública y ministro de Justicia, ejerciendo desde el 24 de diciembre de 1932 al 19 de abril de 1934, cuando ambos ministerios se separaron.
Falleció el 20 de mayo de 1961, a los 79 años.